# Klementyna Popowicz-Bojarska
Maria Klementyna Karłiwna Popowicz-Bojarska, ukr. Климентина Карлівна Попович-Боярська (ur. 3 / 15 lutego 1863 w Wełdzirzu (obecnie Szewczenkowo), zm. 7 maja 1945 w Babińcach) – ukraińska pisarka i poetka.

## Życiorys
Była córką nauczyciela. Rodzina była spolonizowana. Klementyna poznała język i literaturę ukraińską dopiero na studiach we Lwowie. Uzyskała wykształcenie pedagogiczne. Pracowała jako nauczycielka we wsiach Żółtańce i Czestynie. Wówczas rozpoczęła twórczość pisarską. W 1890 przeprowadziła się na Bukowinę. W latach 1900–1944 mieszkała we wsi Nowosiółka.
Przyjaźniła się z Nataliją Kobrynską, która zaangażowała ją w ruch kobiecy w Galicji. Od 1884 Klementyna prowadziła korespondencję z Iwanem Franką. Przyjaźń z Franką trwała prawie 20 lat i przerodziła się w nieodwzajemnioną miłość. Później poznali się osobiście i rozkwitło między nimi uczucie. Dyskutowano o małżeństwie, ale Franko porzucił Klementynę. Po jego ślubie w 1886 korespondencja nie ustała, ale stała się bardziej powściągliwa.
W 1890 Klementyna wyszła za mąż za greckokatolickiego duchownego Omelana Bojarskiego. Małżeństwo nie było szczęśliwe. Klementyna urodziła sześcioro dzieci. Dwie córki bliźniaczki zmarły w wieku 4 lat, przeżyli dwaj synowie i dwie córki.
W 1941 mąż został zastrzelony przez bolszewików na jej oczach. Od 1944 mieszkała we wsi Babińce w obwodzie tarnopolskim. Tam została pochowana. Zachował się dom, w którym mieszkała.

## Twórczość
Pisała wiersze i opowiadania. W 1884 potajemnie wysłała kilka wierszy do redakcji lwowskiego pisma „Зоря” („Zoria”), używając pseudonimu Zulejka. Wiersze zostały opublikowane. Redaktor naczelny czasopisma, pisarz i poeta, Iwan Franko, napisał do poetki list pochwalny. Tak zaczęła się ich korespondencja i znajomość.
W 1990 we Lwowie ukazał się zbiór jej utworów opracowany przez Petra Babiaka. Publikowała w czasopismach „Зоря”, „Діло”, „Літературно-науковй вістник”. W almanachu przygotowanym przez Nataliję Kobrynską pt. Pierwszy wianek, zawierającym prace 17 autorek z Ukrainy, ukazał się wiersz Klementyny pt. Звичайна історія (Historia zwyczajna) oraz wiersz liryczny Де Бог мій? (Gdzie jest mój Bóg?). W 1929 opublikowała opowiadanie Від весілля до похоронів (Od ślubu do pogrzebu), a w 1930 autobiograficzny utwór Мороз-душогуб (Mróz morderca).
W pewnym momencie zaprzestała pisania, a mąż spalił jej notatki. Do dziś zachowały się 32 wiersze, 6 opowiadań, pamiętniki i korespondencja z Iwanem Franką.

## Upamiętnienie
W 1988 na ścianie domu w Babińcach, w którym mieszkała, została odsłonięta tablica pamiątkowa.